# Episodi di Un medico in famiglia (quarta stagione)
La quarta stagione della serie televisiva italiana Un medico in famiglia è stata trasmessa in prima visione su Raiuno dal 26 settembre al 3 dicembre 2004.
| nº | Titolo                              | Prima TV          | Ascolti        | Ascolti | Ascolti |
| nº | Titolo                              | Prima TV          | Telespettatori | Share   | Fonte   |
| -- | ----------------------------------- | ----------------- | -------------- | ------- | ------- |
| 1  | Ritorni                             | 26 settembre 2004 | 7.104.000      | 26,94%  | [ 1 ]   |
| 2  | Nidi d'amore                        | 26 settembre 2004 | 7.348.000      | 28,94%  | [ 2 ]   |
| 3  | Il voto                             | 27 settembre 2004 | 8.061.000      | 27,33%  | [ 2 ]   |
| 4  | Tutti insieme appassionatamente     | 27 settembre 2004 | 7.632.000      | 29,54%  | [ 2 ]   |
| 5  | Molto rumore per nulla!             | 3 ottobre 2004    | 7.439.000      | 28,53%  | [ 3 ]   |
| 6  | A casa del vampiro                  | 3 ottobre 2004    | 7.462.000      | 30,70%  | [ 3 ]   |
| 7  | Tra moglie e marito                 | 10 ottobre 2004   | 7.395.000      | 28,06%  | [ 4 ]   |
| 8  | Un clandestino a bordo              | 10 ottobre 2004   | 7.810.000      | 31,49%  | [ 4 ]   |
| 9  | Relazioni e calendari               | 17 ottobre 2004   | 7.820.000      | 29,22%  | [ 5 ]   |
| 10 | Chi bada alla badante?              | 17 ottobre 2004   |                |         |         |
| 11 | Segreti e bugie                     | 24 ottobre 2004   |                |         |         |
| 12 | L'ospite di riguardo                | 24 ottobre 2004   |                |         |         |
| 13 | Scherzi del destino                 | 31 ottobre 2004   |                |         |         |
| 14 | Il piede in due staffe              | 31 ottobre 2004   |                |         |         |
| 15 | Questo matrimonio non s'ha da fare! | 7 novembre 2004   |                |         |         |
| 16 | Guido dove sei?                     | 7 novembre 2004   |                |         |         |
| 17 | Controfigure                        | 14 novembre 2004  |                |         |         |
| 18 | Carte e corone                      | 14 novembre 2004  |                |         |         |
| 19 | Problemi di cuore                   | 21 novembre 2004  | 8.330.000      | 29,52%  | [ 6 ]   |
| 20 | La signora Martini                  | 21 novembre 2004  |                |         |         |
| 21 | Terra di nessuno                    | 28 novembre 2004  |                |         |         |
| 22 | Famiglie                            | 28 novembre 2004  |                |         |         |
| 23 | La partita del cuore                | 1º dicembre 2004  |                |         |         |
| 24 | La comunione                        | 1º dicembre 2004  |                |         |         |
| 25 | Parenti difficili                   | 3 dicembre 2004   |                |         |         |
| 26 | Itaca!                              | 3 dicembre 2004   | 11.857.000     | 41,61%  | [ 7 ]   |

- Cast fisso: Lino Banfi (Libero Martini), Lunetta Savino (Cettina), Pietro Sermonti (Guido Zanin), Margot Sikabonyi (Maria), Paolo Sassanelli (Oscar Nobili), Sabrina Paravicini (Jessica), Chiara Salerno (Alida), Rosanna Banfi (Tea), Vincenzo Crocitti (Mariano Valenti), Anita Zagaria (Nilde), Manuele Labate (Alberto Foschi), Michael Cadeddu (Ciccio Martini), Eleonora Cadeddu (Annuccia), Esther Ortega (Eufrasia), Edoardo Leo (Marcello), Nicola Farron (Franco Caselli), Barbara Livi (Eloisa), Federica Sbrenna (Miranda), Paolo Maria Scalondro (Andrea Biglietti), Carlotta Aggravi (Reby), Jonis Bascir (Jonis), Pino Ferrara (Fausto), Francesco Salvi (Augusto Torello), Milena Vukotic (Enrica).
- Ricorrenti: Riccardo Garrone (Nicola Solari), Giovanni Guidelli (Giovanni Macchio), Chiara Guerra (Agnese), Pietro Mannino (Filiberto), Luigi Petrucci (avvocato Ulmi), Anna Longhi (Adele Di Stefano, la paziente anziana che non conosceva Lele), Carmen Onorati (Ines Annulli, la paziente anziana che conosceva Lele), Stefano Fresi (Rosalbo), Carlo Molfese (Pasquale, anziano conoscente di Libero, Angiolina Quinterno (Zia Amabile), Fiorella Magrin (Elide), Francesca Chillemi (Costanza), Daniel Prosperi (Luca), Carlotta Miti (Flavia)

## 1° Episodio - Ritorni
- Diretto da: Claudio Norza
- Scritto da:

### Trama
I Martini tornano dall’Australia e numerosi cambiamenti interessano i personaggi principali: Maria e Guido sono fidanzati da due anni e il medico si divide tra Roma e Milano per motivi di lavoro. Ciccio gioca ancora a rugby ed è fidanzato con una ragazza inglese di nome Emma. Nilde è sentimentalmente legata ad Andrea Biglietti, mentre Cettina e Torello sono sposati da tre anni. Jessica e Padre Giovanni hanno avuto una figlia, che hanno chiamato Agnese.Cettina desidera avere un figlio con Torello, ma sospetta che lui possa essere sterile. Si rivolge quindi a Guido per un consulto, ma Torello si mostra restio ad affrontare l’argomento per imbarazzo. Nel frattempo, Maria è insofferente rispetto alla distanza che la separa da Guido e spera in un suo trasferimento definitivo a Roma. Tuttavia, l’iter burocratico si complica a causa della momentanea sostituzione della dottoressa Castellani da parte di Mariano, il quale fatica a comprendere le pratiche amministrative dell’ASL. Ciccio chiede a Guido un certificato medico necessario per giocare una partita, ma il medico glielo nega, riscontrando una sospetta frattura alla spalla. Il ragazzo si rivolge allora a Mariano, suscitando la reazione di Guido, che minaccia un provvedimento disciplinare. L’episodio culmina in una lite: Ciccio, esasperato, colpisce Guido con un pugno.Torna in scena anche Nonno Nicola, intenzionato sia a rivedere i nipoti sia a formalizzare il divorzio da Nonna Enrica. La sua proposta di liquidazione, pari a 10.000 euro, viene però rifiutata dalla donna. Grazie alla mediazione di Nonno Libero, i due riescono infine a trovare un accordo pacifico, diventando addirittura soci in un progetto immobiliare per la costruzione di un villaggio turistico in Costa Rica.L’episodio si conclude con Maria e Guido in un momento di tenerezza sul divano, segno di una ritrovata armonia nella coppia.

## 2° Episodio - Nidi d'amore
- Diretto da: Claudio Norza
- Scritto da:
- Altri interpreti: Brigitte Christensen (aspirante inquilina di Poggio Fiorito)

### Trama
Filiberto, amico di Ciccio, si è trasferito a Catania e la sua famiglia ha messo in vendita la villetta dove abitava. Torello non ha ancora effettuato le analisi per verificare la propria fertilità e chiede a Nonno Libero di accompagnarlo. Nel frattempo, Nonno Libero viene convocato a scuola a causa di un tema scritto da Annuccia sulla famiglia, dai contenuti alquanto insoliti. Cettina propone a Torello di acquistare la villetta di Filiberto, ma inizialmente l’uomo è titubante; in seguito, però, accetta l’idea. Durante la trattativa, l’agente immobiliare tenta di alzare il prezzo, favorendo l’interesse di una potenziale acquirente, una signora norvegese. Per scoraggiarla, i Martini inscenano una situazione di caos e rumore che la induce a desistere dall’acquisto. Tuttavia, Nonna Enrica decide di acquistare lei stessa la villetta, provocando una discussione accesa con Cettina, che fa infuriare anche Nonno Libero. Nel frattempo, Guido è in attesa di conferme riguardo al suo trasferimento a Roma. Oscar comunica a Maria che tutto sembra procedere per il meglio, e lei, con l’aiuto di Reby, prende in affitto una nuova casa. Tuttavia, il primario dell’ospedale di Milano si oppone al trasferimento, costringendo Guido a rimanere nella città lombarda. Alberto, intanto, conosce la psicologa Eloisa, con la quale sembra instaurare subito una buona sintonia.

## 3° Episodio - Il voto
- Diretto da:
- Scritto da:

### Trama
Cettina è preoccupata perché, se non avrà un figlio maschio, Torello perderà la titolarità dell’agenzia, che passerà all’altro ramo della famiglia. Nel frattempo, Nonno Libero aiuta Ciccio a studiare I Promessi Sposi. Cettina sente parlare di un voto devozionale, secondo cui si può rinunciare a qualcosa di importante per ottenere una grazia, e si reca quindi a Mondragone per pregare. Durante la preghiera, interpreta che la rinuncia debba riguardare la famiglia Martini, così inizia a preparare la colazione ogni mattina in segreto, per poi allontanarsi subito dopo. Intanto, Guido è turbato: dovrà restare a Milano per altri due anni e non sa come comunicarlo a Maria, che nel frattempo sta svolgendo il suo internato presso la ASL. Una sera torna a Roma per parlarle, ma non riesce a incontrarla e riparte nella notte, deluso e amareggiato. Durante il viaggio verso Milano ha un incidente stradale; Maria viene avvisata e si precipita in ospedale, ma per fortuna Guido è illeso e ottiene due giorni di malattia. Oscar, sempre più convinto di essere il vero padre di Agnese, durante una cena tra colleghi riesce a procurarsi una sua ciocca di capelli per effettuare il test del DNA. Padre Giovanni è sempre più assente da casa. Alla fine, Cettina rivela a tutti il suo voto; Maria, però, le spiega che non è valido, poiché non si possono coinvolgere i sentimenti altrui in una promessa religiosa. Cettina decide così di rinunciare al canto.

## 4° Episodio - Tutti insieme appassionatamente
- Diretto da:
- Scritto da:

### Trama
Nonna Enrica sta arredando con gusto ed eleganza il villino appena acquistato accanto a Casa Martini, ma durante i lavori riceve una notizia sconvolgente: ha perso tutti i soldi investiti nella società con Nonno Nicola per il villaggio in Costa Rica. Il suo avvocato le comunica chiaramente che è in bancarotta. La famiglia Martini si mobilita e organizza un mercatino per cercare di aiutarla a risollevare la situazione economica. Tuttavia, sarà Torello a risolvere definitivamente il problema: oltre a ricomprare il villino per regalarlo a Cettina, dona a Nonna Enrica una generosa somma di denaro. Nel frattempo, Maria si sta preparando a raggiungere Guido a Milano per il fine settimana; lui, su consiglio di Silvana, le organizza una romantica cena, ma i treni vengono bloccati da uno sciopero. Maria sente profondamente la mancanza di Guido e inizia a valutare l’idea di concludere l’università a Milano. Guido, da parte sua, tenta in ogni modo di ottenere il trasferimento a Roma, ma il professor Bellucci si oppone fermamente. Silvana racconta a Maria che un tempo era fidanzata con Bellucci, ma la relazione finì a causa dell’ossessione di lui per la carriera. Dopo un acceso confronto con Guido e una conversazione chiarificatrice con Silvana, Bellucci cambia idea e acconsente al trasferimento. Tutto si risolve positivamente: Nonna Enrica riesce a sanare i debiti e Guido può finalmente tornare a Roma. Intanto, Jessica scopre che Padre Giovanni ha intenzione di riprendere i voti per tornare alla vita sacerdotale, mentre Oscar viene a sapere di essere il vero padre di Agnese. Questa scoperta esclude di fatto Padre Giovanni dal nucleo familiare, ma lui promette a Jessica che, in ogni caso, continuerà a far parte della loro vita.

## 5° Episiodio - Molto rumore per nulla!
- Diretto da:
- Scritto da:

### Trama
La casa di Cettina e Torello è ormai terminata, ma Cettina si trova di fronte a spiacevoli sorprese: una parte dell’abitazione è stata destinata alla sede della Torellhonor, completa di urne funerarie e bare, mentre la stanza al piano superiore è stata affittata a una studentessa universitaria. In un primo momento, Cettina si infuria, ma poi decide di perdonare il marito pensando di poter adibire a sala hobby una piccola casetta situata dall’altro lato della strada, anch’essa acquistata da Torello. Tuttavia, scopre che anche quella è già stata affittata, e va su tutte le furie. Intanto, Mariano informa Guido di una donazione ricevuta dalla ASL da parte di una casa farmaceutica, in cambio della prescrizione di un loro farmaco. Guido gli fa notare che è stato manipolato e decide di occuparsi personalmente della questione. Nilde ha difficoltà con Andrea, poiché la figlia Miranda non è a conoscenza della nuova relazione del padre. Per facilitarne l'incontro, decidono di presentare Nilde come una semplice amica a Casa Martini, ma Miranda scopre la verità a causa di una gaffe di Lele Junior. Nonostante tutto, Nilde è disposta ad aspettare Andrea e ad aiutarlo nel rapporto con la figlia. Alberto racconta la situazione ad Eloisa. Nel frattempo, Maria e Guido decidono di andare a vivere insieme e, per permettere loro di rimanere vicini, Cettina offre loro la casetta dall’altro lato della strada, senza chiedere alcun affitto

## 6° Episodio - A casa del vampiro
- Diretto da:
- Scritto da:

### Trama
Torello mostra a Guido e Maria la nuova casa, arredata — come prevedibile — in stile funebre. Inizialmente i due sono perplessi, ma decidono comunque di accettare. Non tarda a nascere qualche tensione, che si risolve con reciproche scuse e la promessa di non litigare più per motivi futili. I familiari decidono di fare loro un regalo: una vasca idromassaggio e un lampadario in cristallo di Boemia. Tuttavia, sia Guido che Maria reagiscono male, poiché vorrebbero occuparsi personalmente dell’arredamento. Intanto a casa di Torello arriva una nuova inquilina: una studentessa spagnola, Eufrasia, che per mantenersi agli studi lavora nella propria stanza. Cettina, incuriosita e diffidente, cerca di scoprire di cosa si tratti. Alla fine comprende che Eufrasia è una cartomante ed è anche devota alla Madonna del Carmelo. Nel frattempo, il marito di Tea ha perso il lavoro, ma si presenta un’opportunità inaspettata: Tea viene contattata dalle Rose del Sud, ma Cettina non può esibirsi. Per risolvere il problema, Tea e Jessica cercano di convincere Jonis — che poco prima aveva cantato per consolare la piccola Agnese — a unirsi al gruppo. Jonis viene applaudito dal pubblico e riceve persino una proposta per esibirsi in un locale di spettacoli en travesti.

## 7° Episodio - Tra moglie e marito
- Diretto da:
- Scritto da:

### Trama
Marcello, lasciato da Carlotta, si presenta a casa di Guido e Maria chiedendo con insistenza di non essere lasciato solo e di poter trascorrere la notte da loro. Maria non approva la situazione e chiede a Guido di invitarlo ad andarsene. Poco dopo arriva anche Reby, che ha litigato con il padre, e la tensione cresce ulteriormente fino a provocare un litigio tra Maria e Guido. Maria, insieme a Reby, si trasferisce temporaneamente a casa Martini, mentre Marcello, ospite da Torello, fa conoscenza con Eufrasia e tra i due nasce subito una simpatia. Alla fine, Maria e Guido si riconciliano. Nel frattempo, Libero nota che Eloisa, la psicologa, si aggira spesso nei pressi di casa Martini e sospetta che sia accaduto qualcosa. In realtà Eloisa ha iniziato una relazione con Alberto: i due si piacciono e finiscono per fare l’amore, ma lei comincia ad avere dei dubbi. Libero, fraintendendo un libro regalato da Eloisa ad Alberto, si convince che Ciccio faccia uso di droghe. Quando decide di affrontare la psicologa, scopre invece la storia tra lei e Alberto. Ciccio, dal canto suo, ha solo accumulato troppe assenze in chimica. Per non preoccupare il nonno, convince Fausto a parlare con la professoressa al posto suo. Libero però scopre tutto, si arrabbia, ma alla fine chiarisce con Fausto e fanno pace.

## 8° Episodio - Un clandestino a bordo
- Diretto da:
- Scritto da:

### Trama
Nonno Nicola torna a casa Martini portando numerosi regali, sostenendo di essersi ripreso economicamente dopo il crollo finanziario. Enrica, tuttavia, è scettica e decide di rivolgersi all’avvocato Ulmi, che le conferma la reale situazione dell’ex marito. In aggiunta, le amiche di Enrica le rivelano che Nicola è stato lasciato dalla donna con cui aveva una relazione. In verità, Nicola è ancora in difficoltà economiche e ha iniziato a occuparsi della scoperta di giovani talenti calcistici, senza però guadagni reali. Nonostante ciò, invita Maria a partecipare con lui a una crociera: inizialmente lei rifiuta, ma poi accetta, comprendendo che all’anziano nonno è rimasto solo l’affetto della famiglia.  Nel frattempo, la signora Di Stefano, affetta da una lieve bronchite, si reca spontaneamente alla ASL con l’intento di rimanere lì per non sentirsi sola. Guido decide di occuparsene, pur sapendo che non potrebbe restare ricoverata. Successivamente, l’intero staff della ASL si mobilita per aiutarla. Quando la direttrice Castellani scopre quanto accaduto, si infuria, ma Guido colta l’occasione per proporle la creazione di un ospedale famiglia. Sebbene inizialmente contrariata, la Castellani promette di rifletterci. Sarà proprio la signora Di Stefano, raccontando di essersi risvegliata sentendosi più giovane e vitale, a convincerla dell’utilità del progetto.  Annuccia desidera uno zaino con il personaggio del topo Ganghirò. Nonno Libero si reca ad acquistarlo, ma il prezzo è troppo alto. Chiede allora aiuto a Torello, che gliene procura uno contraffatto. Quando Annuccia lo scopre, si arrabbia, ma Libero le spiega che ognuno ha la propria personalità e non è necessario seguire per forza la moda. La bambina, toccata dal discorso, decide così di usare lo zaino che fu di suo padre, rifiutando anche quello originale che nel frattempo le ha regalato nonno Nicola.

## 9° Episodio - Relazioni e calendari
- Diretto da:
- Scritto da:
- Altri interpreti: Renzo Stacchi (il meccanico)

### Trama
Maria parte per la crociera con nonno Nicola, ma Enrica non si fida a lasciare Guido da solo, a causa di alcuni suoi precedenti. I suoi sospetti aumentano quando vede Eufrasia entrare in casa del genero, e vengono alimentati ulteriormente da un calendario trovato insieme a Libero dal meccanico, nel quale la giovane appare ritratta in pose ammiccanti. In realtà, Eufrasia è lì perché Marcello le ha dato appuntamento proprio a casa di Guido per uscire insieme a cena. Guido, però, è molto stanco e impegnato con la stesura del progetto per l’ospedale famiglia, che deve consegnare entro due giorni. Alla cena andranno quindi solo Marcello ed Eufrasia. Cettina, vedendo il calendario, chiede spiegazioni a Eufrasia, la quale le racconta di aver accettato quel lavoro fotografico per potersi pagare gli studi. Intanto Libero decide di chiarire con Guido, ma durante l’incontro inciampa nel cavo del computer, che si spegne improvvisamente: il progetto, non salvato, va perduto. Per rimediare, Libero raduna tutta la famiglia Martini, insieme a Cettina, Torello e Fausto, per aiutare Guido a ricostruire il lavoro in tempo. Nel frattempo, Cettina e Torello, che stanno cercando di avere un figlio senza successo, ricevono notizia dell’arrivo imminente di Rosalbo, un parente dell’altro ramo della famiglia di Torello. Le zie annunciano che il ragazzo ha intenzione di prendere il controllo totale dell’agenzia funebre, utilizzando ogni mezzo legittimo a sua disposizione.

## 10° Episodio - Chi bada alla badante?
- Diretto da:
- Scritto da:
- Altri interpreti: Valeria Sabel (ex professoressa di Fausto)

### Trama
Cettina chiede a Torello di accettare l’ingresso in società del nipote Rosalbo, ma una notte lo sentono parlare al telefono con la fidanzata, rivelando le sue vere intenzioni: ottenere il 50% dell’agenzia per poi estromettere lo zio Augusto, e conquistare la fiducia di Cettina solo per raggiungere questo scopo. Impossibilitati a cacciarlo, a causa delle rigide tradizioni familiari e dell’assenza di eredi maschi, Cettina e Torello decidono allora di rendergli la vita impossibile. Mettono in atto una serie di dispetti e vessazioni, arrivando quasi allo sfinimento, finché Rosalbo, pressato dalle minacce della fidanzata, decide di tornare a Brescia. I due festeggiano il suo addio, ma la sera stessa Rosalbo ricompare a Poggiofiorito in compagnia della fidanzata. A quel punto, Cettina finge di essere incinta, costringendo Rosalbo e la sua compagna a ripartire. Nel frattempo, Fausto perde la testa per una giovane badante russa che, in realtà, è interessata solo ai suoi soldi e a ottenere il permesso di soggiorno. Enrica e Libero cercano invano di aprirgli gli occhi, e decidono quindi di mettere in atto un piano: fanno credere alla badante che Pasquale, un amico di Libero, sia ricchissimo e in procinto di trasferirsi a Tokyo. Il piano riesce, e la donna lascia Fausto per fidanzarsi con Pasquale. Alla ASL, Jonis si dedica alla vendita clandestina di reggiseni, attività scoperta da Mariano, che minaccia di adottare provvedimenti disciplinari. Tuttavia, la direttrice Castellani — anch’essa cliente di Jonis — decide di chiudere un occhio sull’accaduto.

## 11° Episodio - Segreti e bugie
- Diretto da:
- Scritto da:

### Trama
Cettina non sa come confessare a Torello che in realtà non è incinta, soprattutto perché lui, entusiasta, la riempie di attenzioni e ha già iniziato a organizzare tutto per l’arrivo del bambino, prenotandole anche le visite mediche. Durante un’ecografia, per mantenere la finzione, Cettina ruba un filmato che mostra tre gemellini, ma alla fine, sopraffatta dai sensi di colpa, confessa a Torello di aver mentito solo per riuscire a mandare via Rosalbo e la sua fidanzata. Nel frattempo, nonna Enrica cerca un lavoro per contribuire alle spese familiari, ma tutti i suoi tentativi falliscono. Prima si presenta a un colloquio per accompagnatrici, poi prova a lavorare come commessa ma viene licenziata perché si nasconde per non farsi vedere dalle sue amiche altolocate. Successivamente tenta di dedicarsi al découpage da vendere, ma il suo vaso esplode nel forno, distruggendo anche le lasagne. Sarà Alberto a proporle di lavorare in televisione, inizialmente per televendite: viene però cacciata dal programma, salvo poi essere richiamata grazie alle numerose telefonate del pubblico e ottiene così la conduzione di una rubrica dedicata al bon ton. Guido, intanto, fa la conoscenza di Franco, un medico impegnato in missioni umanitarie, e vorrebbe coinvolgerlo in un corso di formazione per volontari medici in zone di guerra. Insieme, riusciranno anche a salvare una bambina.

## 12° Episodio - L'ospite di riguardo
- Diretto da:
- Scritto da:
- Altri interpreti: Guglielmo Ferraiola, Carmela Vincenti (Patrizia), Giovanni Guidelli (Giovanni), Alessandra Monti (Sara)

### Trama
Libero, Fausto e Pasquale sono preoccupati per Olindo, un loro vecchio amico scomparso da alcuni giorni. Dopo alcune ricerche, scoprono che si trova in un ricovero per anziani, ma quando si recano lì non riescono né a parlargli né ad avere informazioni precise sul suo stato di salute. Libero, insospettito, chiede a Guido di effettuare un’ispezione: il medico nota subito un’atmosfera anomala, con locali eccessivamente ordinati e puliti e tutti gli ospiti che dormono profondamente sempre alla stessa ora. Nel frattempo, a casa Martini si sta preparando la rubrica televisiva sul bon ton condotta da Enrica, che insiste per avere anche Franco tra gli ospiti. Guido e Franco decidono di tornare di notte nel ricovero, dove scoprono che tutti gli anziani sono sedati e legati ai letti. Riescono così a riportare Olindo a casa, salvandolo da quella situazione. Intanto Oscar prende la decisione di raccontare finalmente la verità ai suoi genitori: lui e Jessica non sono sposati, ma hanno già una figlia di tre anni. Durante il confronto, il padre si mostra indignato e se ne va, mentre la madre, con maggiore comprensione, accetta la situazione e accoglie anche l’omosessualità del figlio.

## 13° Episodio - Scherzi del destino
- Diretto da:
- Scritto da:
- Altri interpreti: Carmine Recano (malvivente)

### Trama
Maria rientra dalla crociera e Guido, felice di rivederla, la colma subito di attenzioni. I due vengono però sorpresi da tutta la famiglia Martini mentre si coccolano nell’idromassaggio. Nel frattempo Franco è alla ricerca di uno sponsor per il suo progetto e sta selezionando i candidati da portare in missione. Durante un confronto, Maria lo accusa di essere troppo freddo e insensibile, ma i due faranno pace in seguito a un’emergenza: durante una festa organizzata per favorire l’integrazione di Miranda nella famiglia, la bambina viene punta da un’ape e va in shock anafilattico. L’intervento tempestivo di Maria e Franco si rivelerà decisivo. Contemporaneamente, una famiglia decide di organizzare la veglia funebre nella casa di Torello, ma con lui fuori Roma per lavoro, Cettina si trova da sola a gestire la situazione. Dopo che i parenti del defunto se ne vanno, Cettina, impaurita, chiama Libero per farsi compagnia. Intanto sta cercando di partecipare a un telequiz con un ricco montepremi, ma scopre che il telefono è finito nella bara. Quando lei e Libero tentano di recuperarlo, si rendono conto che all’interno non c’è alcun cadavere; poco dopo, il "defunto" riappare. Si scoprirà che si tratta di una banda che sfrutta finte esequie per compiere truffe e rapine, ma la situazione verrà risolta positivamente.

## 14° Episodio - Il piede in due staffe
- Diretto da:
- Scritto da:

### Trama
Nilde, notando la frequente presenza di Eloisa accanto ad Alberto, teme che il figlio abbia problemi psicologici. Dopo un confronto diretto, Alberto decide di confidarle la verità sulla loro relazione. Nilde inizialmente reagisce male, soprattutto a causa della notevole differenza d’età tra i due, e ha anche un'accesa discussione con Alberto alla presenza di Eloisa. Tuttavia, dopo aver riflettuto, riconosce la sincerità dei sentimenti del figlio e finisce per scusarsi. Nel frattempo Ciccio è entusiasta perché ha finalmente l’opportunità di passare del tempo con Costanza, per cui ha una cotta. Tuttavia, la sua fidanzata inglese Emma, in gita scolastica a Firenze, ottiene un permesso speciale per fargli una sorpresa a Roma. Per non rovinare i suoi piani con Costanza, Ciccio chiede a Libero di occuparsi di Emma: il nonno, ignaro dell’inganno, la porta in giro per la città. Ciccio trascorre la notte da Costanza, e il giorno seguente, quando Emma riparte, Libero, deluso e arrabbiato, dà uno schiaffo al nipote per il suo comportamento scorretto.  Intanto Guido è in forte agitazione per la presentazione del progetto dell’ospedale famiglia, ma Maria si accorge all’ultimo momento di aver dimenticato le interviste raccolte alla ASL. Con il motorino fuori uso, chiede a Franco di accompagnarla in auto, ma lungo il tragitto i due assistono a un’aggressione e si fermano per prestare soccorso e allertare la polizia. Arrivano così in ritardo alla presentazione e il progetto, purtroppo, viene bocciato.

## 15° Episodio - Questo matrimonio non s'ha da fare!
- Diretto da:
- Scritto da:
- Altri interpreti: Carmela Vincenti (Patrizia), Taiyo Yamanouchi (Kim Saburo Mitsoguchi)

### Trama
Reby annuncia alla famiglia Martini di volersi sposare con uno stilista giapponese conosciuto appena una settimana prima. Maria, conoscendo l'impulsività dell'amica, è molto perplessa e fatica a prendere sul serio la notizia. Lo stilista, desideroso di seguire la tradizione, chiede formalmente la mano di Reby ai Martini, poiché la ragazza ha un rapporto difficile con il padre. Maria, inizialmente contraria, si ricrede vedendo la sincerità del sentimento tra i due e accetta l’invito a partecipare al matrimonio a Las Vegas insieme a Guido. Intanto, lo stilista propone alla famiglia Martini di sfilare indossando le sue creazioni. Tuttavia, poco prima della partenza, Reby inizia ad avere dei dubbi: la distanza, le differenze culturali e il poco tempo trascorso insieme la fanno riflettere. Decide così di rinunciare alle nozze e chiede a Libero di parlare al suo fidanzato per comunicarlo con delicatezza. Nel frattempo Annuccia fa i capricci perché vuole andare al cinema con Viola, la figlia di Tea, ma Libero è titubante e non si fida a lasciarle da sole. Alla fine acconsente, ma decide di restare nei paraggi per controllarle. Viene però scambiato per un individuo sospetto e cacciato dal personale del cinema; sarà Tea a intervenire e a chiarire il malinteso. Oscar, invece, affronta un momento difficile con sua madre, che cerca in ogni modo di fargli capire di accettare la sua omosessualità. Tuttavia, Oscar si rende conto che, nonostante le parole, anche lei – come suo padre – sta soffrendo profondamente la situazione.

## 16° Episodio - Guido dove sei?
- Diretto da:
- Scritto da:

### Trama
Torello decide di fare un servizio fotografico per promuovere la sua Torellhonor, ma ha bisogno di una modella e inizialmente sceglie Eufrasia. Cettina, gelosa, si arrabbia e cerca di impedirglielo, ma Torello rimane fermo sulla sua scelta. In risposta, Cettina si traveste da danzatrice del ventre con l’aiuto di Libero e, con il suo nuovo look, prende parte al servizio fotografico. Alla fine, però, Cettina si smaschera e rimprovera aspramente il marito per non averla mai considerata. Nel frattempo, Nilde scopre che Miranda è innamorata di Ciccio e le chiede di uscire con lui. Tuttavia, Miranda, insicura di sé, cambia idea a poche ore dall'appuntamento perché si sente poco attraente. Nilde, però, la trasforma completamente e la rende più sicura di sé. Quando Ciccio la vede, rimane folgorato dalla sua bellezza. Alla fine della giornata, però, Ciccio scopre di avere un rivale per il cuore di Miranda. Maria è molto nervosa per l’imminente esame di psichiatria e, durante una discussione, litiga con Guido, cacciandolo di casa. Seguendo il consiglio di Oscar, Guido decide di tornare da lei con una rosa e un gelato al cioccolato per fare pace, ma quando arriva non trova Maria. Invece, scopre un test di gravidanza che, però, è di Reby. Spaventato e confuso, Guido scappa e si rifugia a pensare alla casa al mare di Oscar, lasciando un biglietto a Maria. Maria, senza sue notizie per due giorni, è devastata e va in confusione. Oscar, nel tentativo di rassicurarla, confessa involontariamente a Jessica che Maria è incinta. Nel frattempo, Reby fa altri test che risultano negativi. Alla fine, Maria capisce che tutto era stato un malinteso, ma è troppo arrabbiata con Guido per perdonarlo, e decide di lasciarlo.

## 17° Episodio - Controfigure
- Diretto da:
- Scritto da:
- Mimmuccio è Lino Banfi

### Trama
Un uomo molto simile a nonno Libero si aggira da qualche giorno nei pressi di casa Martini, causando non pochi guai a Libero. Infatti, tutti iniziano a pensare che stia diventando troppo vecchio e che non ricordi più le cose. La situazione si complica quando Cettina, credendo di parlare con Libero, gli dà la pensione che aveva appena ritirato. Poi Eufrasia scopre che l’uomo sta raccogliendo fondi per la pista ciclabile e la notizia si sparge velocemente. Successivamente, Ciccio e Annuccia lo vedono ma, visto che lui non risponde, la confusione cresce. Preoccupati, tutti decidono di coinvolgere Eloisa e Guido per sottoporre Libero a un test. Quando Libero capisce cosa sta succedendo, si arrabbia moltissimo. Alla fine, si scopre che l’uomo che tutti avevano scambiato per Libero non è altro che il suo cugino Mimmuccio, che è rimasto senza un soldo. Nel frattempo, Guido e Maria, dopo la loro separazione, cercano di andare avanti con le rispettive vite. Maria si unisce alle missioni di Franco e diventa sua assistente, mentre Guido si chiede se ci sia ancora qualche speranza di riconquistarla. Nel frattempo, Reby, desiderosa di fare colpo su Franco, organizza una serata di beneficenza per raccogliere fondi. Tuttavia, durante la festa, accade una tragedia: il padre di Reby viene colto da un infarto e muore.

## 18° Episodio - Carte e corone
- Diretto da:
- Scritto da:
- Altri interpreti: Alessandra Monti (Sara)

### Trama
Reby è molto provata dalla morte del padre e non riesce a sfogarsi. Maria, cercando di aiutarla, le propone di passare un po' di tempo insieme, ma sarà solo grazie a Marcello che Reby riuscirà finalmente a piangere e a liberarsi del dolore che ha tenuto dentro per troppo tempo. Nel frattempo, Marcello si sente geloso quando scopre che Eufrasia sta posando per foto in intimo e nuda per guadagnarsi dei soldi per i suoi studi. Per cercare di aiutarla, le propone un lavoro in televisione, ma la proposta si rivela inefficace e non ottiene il risultato sperato. A casa Martini, tutti iniziano a notare una crescente sintonia tra Libero ed Enrica. Questa sintonia nasce dal fatto che, dopo un check-up consigliato da Enrica, Libero scopre che i suoi valori di salute non sono buoni e che potrebbe aver bisogno di un intervento a cuore aperto. Timoroso di perdere la pensione, Libero, in un momento di paura, chiede a Enrica di sposarlo e lei accetta. Nel frattempo, Cettina incontra il signor Marelli, un amico di Enrica, che le fa notare la sua sorprendente somiglianza con la contessa di Mondragone. Marelli decide di fare delle ricerche e conferma che Cettina ha origini nobili, ma, purtroppo, per ricevere il titolo nobiliare dovrà pagare un’ammenda di 20.000 euro per tasse sui rifiuti urbani non pagati da un trisavolo che aveva qualche scheletro nell'armadio. Infine, alla Asl, circola un racconto che Maria legge con interesse: il racconto parla di Franco e si scopre che è stato scritto da Tea.

## 19° Episodio - Problemi di cuore
- Diretto da:
- Scritto da:
- Altri interpreti: Emanuela Grimalda (Milena), Alessandra Monti (Sara)

### Trama
A casa Torello arriva Milena, una vecchia fiamma di Augusto, e Cettina, oltre ad essere delusa per il fatto che Augusto si sia dimenticato del loro anniversario di matrimonio, diventa gelosa, convinta che tra i due ci sia qualcosa. In realtà, Augusto vede Milena solo perché il fidanzato di lei è un gioielliere e potrebbe aiutarlo ad ottenere uno sconto per comprare un regalo per Cettina. Nel frattempo, Libero scrive una lettera e la affida ad Enrica, chiedendole di consegnarla a Lele nel caso in cui lui dovesse morire. Poi, entrambi si recano in comune per firmare i documenti del matrimonio e chiedono di sposarsi il prima possibile. I nipoti scoprono il certificato e, ignari delle motivazioni, spargono la voce, facendo sì che quello che doveva essere un matrimonio privato e veloce si trasformi in un evento pubblico. Quando Libero torna a casa, riceve una telefonata dall'ospedale, ma quando vi si reca gli comunicano che in realtà sta benissimo e non ha bisogno di alcun intervento. Nel frattempo, Franco riceve una proposta di donazione molto generosa da una donna che sembra avere l’intenzione di sedurlo. Maria, preoccupata per lui, si offre di fargli da fidanzata, ma quella notte, quando arrivano alla casa della donna, i due non riescono a dormire. Tornati a Roma, capiscono di piacersi e si baciano, passando la notte insieme, anche se è evidente che Maria stia cercando solo di fare una ripicca nei confronti di Guido.
Nota: l'attrice che interpreta Milena non è altro che Emanuela Grimalda, che in seguito interpreterà il personaggio di Ave a partire dalla sesta stagione della serie.

## 20° Episodio - La signora Martini
- Diretto da:
- Scritto da:
- Altri interpreti: Giacomo Piperno (Davide Savona)

### Trama
Reby si sente molto triste per la morte del padre, così la famiglia Martini decide di ospitarla per farla sentire meno sola. La ragazza confessa a Maria che il socio primario del padre sta esercitando una forte pressione per vendere la società, ma Maria trova una delega che chiarisce che il padre non voleva affatto venderla. Durante un consiglio di amministrazione dell'azienda, Reby, con l'aiuto di Marcello, cerca di fare bella figura, ma senza successo. Tuttavia, con un discorso breve e deciso, riesce a mettere in chiaro che non intende cedere alla vendita della società. Nel frattempo, la ASL rischia di chiudere, e tutti i medici organizzano un sit-in di protesta, che si rivela però inutile. Franco e Maria sono felici insieme, ma lui sente il bisogno di raccontare tutto a Guido, perché non vuole più tenere nascosto il loro rapporto. Maria, però, non è d'accordo: è ancora indecisa e forse prova ancora qualcosa per Guido. Guido, dal canto suo, decide di fare richiesta per tornare a Milano, convinto che rimanere a Roma non abbia più senso per lui. Grazie a un'iniziativa della scuola di Annuccia e a un appello lanciato su internet, Libero riesce a rintracciare Davide Savona, il bambino ebreo che aveva salvato durante la guerra insieme a sua sorella. Inoltre, Libero è sempre più stufo della vita mondana che è costretto a vivere da quando ha sposato Enrica.

## 21° Episodio - Terra di nessuno
- Diretto da:
- Scritto da:

### Trama
Mentre alla ASL si sta smantellando tutto, i medici decidono di offrire tutte le visite in lista gratuitamente, dato che i macchinari stanno per essere portati via. Nel frattempo, Guido è molto nervoso e ha un diverbio sia con Franco, che gli confessa di essersi innamorato della sua ex, sia con Maria, con cui capisce che i due stanno insieme. Inoltre, la Castellani affida a Guido il compito di chiudere definitivamente la ASL. Franco, nel frattempo, propone a Maria di partire con lui per l'Africa. Oscar, sempre più confuso, confessa a Guido di essersi innamorato di Franco, creando una situazione ancora più tesa. L'avvocato Ulmi, un uomo che sembra voler ingraziarsi Enrica, adula la donna per farsi ospitare a casa Martini, giustificando la sua richiesta con la scusa di avere la casa allagata. Libero, che non è d'accordo, scopre poi da Enrica che l'avvocato è stato indagato per crack finanziario, ma si dichiara innocente.

## 22° Episodio - Famiglie
- Diretto da:
- Scritto da:

### Trama
La situazione a casa Martini e alla vecchia ASL si complica sempre di più. Libero e Maria hanno una grossa discussione, con il nonno che sospetta che la nipote e Franco stiano insieme. Maria, confusa e turbata, accetta comunque l'invito di Franco di andare in agriturismo, sperando di trovare un po' di pace. La sera, però, dopo aver letto un bigliettino di Guido, Maria si rende conto di non essere sicura dei suoi sentimenti e capisce con certezza di non amare Franco. Fortunatamente, l’unica cosa di cui è certa è questo. Libero, preoccupato per la nipote, si mette alla ricerca di Maria per chiederle scusa. Non la trova da Franco, ma riesce a rintracciarla da Reby, dove, dopo aver parlato, riescono a fare pace. Nel frattempo, Guido sta cercando di aprire un nuovo ospedale famiglia utilizzando lo stabilimento della vecchia ASL, ma si trova di fronte a numerosi ostacoli: manca il personale medico e, soprattutto, i macchinari. Deciso a non arrendersi, richiama tutti i medici che erano stati trasferiti ad altri ospedali, mentre Libero ed Enrica, insieme a molti altri affiliati alla ASL, occupano i vecchi locali per evitare lo sgombero da parte della polizia. Guido ha solo 24 ore per trovare un primario. Durante l'occupazione, Libero ed Enrica, dopo aver ballato insieme, passano una notte romantica, ma la situazione si fa difficile quando scadono le 24 ore e arriva la polizia per sgomberare il locale. In un colpo di scena, Franco viene nominato primario ad interim, suscitando grande sorpresa tra tutti.

## 23° Episodio - La partita del cuore
- Diretto da:
- Scritto da:
- Altri interpreti: Gaetano Amato (vigile del fuoco)

### Trama
Guido, impegnato nella sua missione di raccogliere fondi per l'ospedale famiglia, organizza una partita del cuore, un evento che ha lo scopo di unire la comunità e raccogliere denaro per la causa. Per rendere l'iniziativa ancora più solida, propone alla banca una donazione che gli frutta ben 100.000 euro. La partita si gioca contro i vigili del fuoco e coinvolge molte persone della famiglia Martini, tra cui Giovanni e Franco. Quest'ultimo, dopo essersi separato da Maria, sta cercando di ricostruire un'amicizia con Guido, e tra i due c'è finalmente un chiarimento. Cettina, nel frattempo, è determinata a convincere Torello a fare una donazione per l'ospedale famiglia. Tuttavia, gli affari di Torello non vanno bene a causa della concorrenza di un'agenzia rivale che ha lanciato una nuova crema rivitalizzante. Con la mente acuta di Cettina, i due decidono di copiare l'idea della crema, riuscendo così a concludere un grosso affare. Dopo la partita del cuore, Maria nota che Guido non abita più nel villino a fianco della sua casa. Quando va a trovarlo, scopre con sorpresa che lui ha ricomprato la vecchia casa dei Martini. Con un gesto significativo, Guido le mostra la casa e le chiede di sposarlo, sperando di riconquistare la sua fiducia. Maria, ancora indecisa e turbata, si trova in un conflitto interiore. Nel frattempo, Jessica confessa a Maria di essersi invaghita di Franco, un altro complicato intreccio sentimentale che aggiunge confusione alla già intricata situazione.

## 24° Episodio - La comunione
- Diretto da:
- Scritto da:

### Trama
Maria, dopo aver passato la notte con Guido, si trova in una situazione di confusione emotiva. Non sa come affrontare le sue emozioni e scappa, cercando rifugio nella confidente e amica di sempre, Reby. Le racconta tutto, spiegando che non sa come rispondere a Guido, che sembra aver riacceso qualcosa in lei. Nel frattempo, Marcello ed Eufrasia, che si trovano a casa di Reby, sentono la conversazione e promettono di non dire nulla a Guido. Tuttavia, Marcello, con una battuta inavvertita, rivela tutto a Guido, creando una situazione ancora più complicata. Annuccia, nel frattempo, è preoccupata per la sua comunione imminente. La piccola Martini è ansiosa perché non sa quali peccati dire alla confessione e si sente male. Alla fine, confessa a nonno Libero di aver mangiato tutta la pecorella di pasta di mandorle che Mimmuccio aveva regalato a Libero. Nonostante i piccoli turbamenti di Annuccia, la cerimonia prosegue, ma Lele, purtroppo, non potrà essere presente. La bambina ci rimarrà male, ma Libero, facendo di necessità virtù, decide che sarà lui a declamare il passo della lettera di Giovanni per Annuccia, un gesto che la consola. Dopo la comunione, Maria si rende conto di essere ancora innamorata di Guido e lo confessa a lui, mettendo in chiaro i suoi sentimenti. Intanto, Franco ha un incontro con la sua ex moglie, che gli rimprovera la sua assenza dalla vita del loro figlio, Luca. La donna gli fa capire che, pur comprendendo gli impegni di Franco nelle missioni, Luca ha bisogno della sua presenza. Maria, con un'ulteriore riflessione, gli fa capire che non è necessario essere sempre presenti, ma ci deve essere un equilibrio tra il padre assente e quello presente. Franco, finalmente, riesce a riabbracciare il figlio, che lo vede come un eroe.

## 25° Episodio - Parenti difficili
- Diretto da:
- Scritto da:

### Trama
Guido e Maria sono finalmente tornati insieme, più forti e innamorati che mai. Guido vorrebbe trattenerla a Roma, temendo per la sua partenza in Nigeria, ma dopo averle chiesto di sposarlo è proprio Maria a prendere l'iniziativa: desidera un matrimonio immediato, simbolo concreto della loro unione prima della partenza. I lavori all’ospedale famiglia sono stati completati con successo e Franco, ancora primario ad interim, si rende conto che la sua priorità ora è il figlio Luca. Guido, comprendendo il momento delicato dell’amico, gli propone di prendere lui il suo posto e partire per la Nigeria con Maria, permettendogli così di restare accanto al figlio. Con entusiasmo e un pizzico di emozione, Guido e Maria annunciano alla famiglia che si sposeranno a brevissimo. Nel frattempo, Miranda — la figlia di Andrea — sembra avere un nuovo fidanzato, ma mantiene il mistero affermando che si chiama “Bazza”. Tuttavia, Nilde e Libero lo vedono con un’altra ragazza e iniziano i sospetti. La verità viene a galla: il misterioso “Bazza” è in realtà Ciccio, che da tempo frequenta Miranda di nascosto. Nel frattempo a casa Torello arrivano le zie del sud, curiose di conoscere i gemellini di Cettina. Per non deluderle, l’ex ragazza alla pari escogita un piano folle: fa spargere la voce tra conoscenti per farsi prestare dei bambini, inscenando una visita ai “nipotini”. Cettina e Torello, però, finiscono per passare la notte insonne tra pannolini, biberon e pianti, ma riescono nell’impresa e le zie, soddisfatte, se ne vanno ignare della farsa.

## 26° Episodio - Itaca!
- Diretto da:
- Scritto da:
- Con la partecipazione straordinaria di Giulio Scarpati nel ruolo di Lele Martini (la sigla di questo episodio è stata eccezionalmente modificata per lui)

### Trama
Lele rientra finalmente a casa Martini dopo tre anni, trovandosi davanti a una realtà completamente trasformata: suo padre Libero ha sposato Enrica, la madre della defunta moglie Elena; sua figlia Maria, ormai adulta e indipendente, sta per convolare a nozze con Guido, l'uomo che ha preso il suo posto non solo nel cuore della ragazza, ma anche nella gestione della famiglia. Lele deve anche confrontarsi con i cambiamenti negli altri figli: Ciccio, in ansia per un presunto ritardo della fidanzata, e Annuccia, cresciuta e ferita dalla lunga assenza del padre. Grazie al supporto saggio e concreto di Nonno Libero, Lele ritrova la via per ricucire il rapporto con Annuccia, impara ad accogliere Guido come genero e alleato, e si reinserisce con discrezione ma decisione nel ruolo di padre e figura centrale della famiglia Martini. Il matrimonio tra Maria e Guido, celebrato con grande commozione, diventa non solo un simbolo di amore, ma anche di rinascita familiare. I due sposi sono pronti a partire per l’Africa, uniti e pieni di speranza. Durante i festeggiamenti, arriva anche un’altra notizia gioiosa: Cettina scopre di essere incinta, coronando il sogno suo e di Torello di avere finalmente un figlio tutto loro. L’episodio si chiude con Lele che, con grande emozione, annuncia di essere il nuovo primario dell’ospedale famiglia, suggellando il suo ritorno non solo nella casa, ma anche nel cuore della sua comunità.